# CKAN
Comprehensive Knowledge Archive Network（CKAN）は、オープンソースのオープンデータポータルであり、オープンデータの保存および配布のために用いられる。Debianのパッケージ管理機能に着想を得て開発が始まったが、CKANはその後、公共機関が一般市民とデータを共有するために用いる強力なデータカタログシステムへと発展した。
CKANはその創設以来進化を遂げ、世界で最も主要なオープンデータプラットフォームソフトウェアとなっており、アメリカやイギリスなどの政府によって、数百万件に及ぶ公共データセットの公開に使用されている。
ルーファス・ポロックが2005年から2006年にかけて最初のバージョンを開発した。CKANのコードベースはオープンナレッジ財団によって保守されている。
このシステムは、Datahubにおける公共プラットフォームとして、また各国政府の政府データカタログにおいても使用されている。たとえば、イギリスのdata.gov.uk、オランダの国家データ登録簿、アメリカ政府のData.gov、およびオーストラリア政府の「Gov 2.0」などが挙げられる。南オーストラリア州政府もまた、CKANプラットフォーム上で政府データを自由に公開している。イタリア政府は、CKANプラットフォームを通じて『データ＆アナリティクス・フレームワーク』のオープンデータを提供している。

## 内部技術
CKANのバックエンド、すなわちWebサーバ上で動作する部分は主にPythonで記述されている。ユーザーのブラウザに表示されるウェブページにはJavaScriptが含まれている。CKANは、ユーザーに提供するデータセットに関する情報をPostgreSQLデータベースに保存している。検索機能はSolrによって実装されている。CKANのインストール環境はウェブAPIを通じてクエリを受け付けることができる。

## プロジェクトの将来
Link DigitalとDatopianによって共同提案されたCKANのスチュワードシップ案は、オープンナレッジ財団理事会の支持を受けた。理事会は、Link DigitalとDatopianが共同で提案した共同スチュワード制において、明確な実行計画と強力なリーダーシップ、そして継続的な資金提供があると判断し、今後CKANが成長し繁栄するための現実的な道筋であると考えた。オープンナレッジ財団は、CKANプロジェクトの目的と理念を守るための「目的受託者」として引き続き関与する。

## 類似プロジェクトおよび代替案
- Dataverse（英語版）は類似の機能を提供しており、オープンデータ用途で広く使用されている。
- DKANはCKANを基盤としたDrupalベースのオープンデータポータルである[12]。